# Wereldkampioenschap superbike van Laguna Seca 2019
Het wereldkampioenschap superbike van Laguna Seca 2019 was de negende ronde van het wereldkampioenschap superbike. De races werden verreden op 13 en 14 juli 2019 op Laguna Seca nabij Monterey, Californië, Verenigde Staten. Tijdens het weekend kwam enkel het WK superbike in actie, het wereldkampioenschap Supersport was niet aanwezig op het circuit.

## Superbike

### Race 1
| Pos | Nr | Rijder                | Constructeur | Rondes | Tijd        | Grid | Punten |
| --- | -- | --------------------- | ------------ | ------ | ----------- | ---- | ------ |
| 1   | 1  | Jonathan Rea          | Kawasaki     | 25     | 35:06.671   | 1    | 25     |
| 2   | 7  | Chaz Davies           | Ducati       | 25     | +5.693      | 2    | 20     |
| 3   | 54 | Toprak Razgatlıoğlu   | Kawasaki     | 25     | +12.721     | 7    | 16     |
| 4   | 66 | Tom Sykes             | BMW          | 25     | +14.957     | 4    | 13     |
| 5   | 22 | Alex Lowes            | Yamaha       | 25     | +20.621     | 8    | 11     |
| 6   | 81 | Jordi Torres          | Kawasaki     | 25     | +23.087     | 6    | 10     |
| 7   | 60 | Michael van der Mark  | Yamaha       | 25     | +26.491     | 15   | 9      |
| 8   | 76 | Loris Baz             | Yamaha       | 25     | +30.605     | 9    | 8      |
| 9   | 33 | Marco Melandri        | Yamaha       | 25     | +32.556     | 17   | 7      |
| 10  | 21 | Michael Ruben Rinaldi | Ducati       | 25     | +32.556     | 14   | 6      |
| 11  | 50 | Eugene Laverty        | Ducati       | 25     | +46.792     | 10   | 5      |
| 12  | 36 | Leandro Mercado       | Kawasaki     | 25     | +47.091     | 12   | 4      |
| 13  | 52 | Alessandro Delbianco  | Honda        | 25     | +51.830     | 18   | 3      |
| 14  | 11 | Sandro Cortese        | Yamaha       | 25     | +53.661     | 13   | 2      |
| 15  | 28 | Markus Reiterberger   | BMW          | 25     | +1:00.235   | 11   | 1      |
| 16  | 23 | Ryuichi Kiyonari      | Honda        | 25     | +1:10.076   | 19   |        |
| 17  | 19 | Álvaro Bautista       | Ducati       | 24     | +1 ronde    | 3    |        |
| DNF | 95 | J.D. Beach            | Yamaha       | 12     | Uitgevallen | 16   |        |
| DNF | 91 | Leon Haslam           | Kawasaki     | 3      | Ongeluk     | 5    |        |

### Superpole
De race, die gepland stond over een lengte van 10 ronden, werd in de eerste ronde stilgelegd vanwege een crash van Álvaro Bautista. De race werd later herstart over een lengte van 8 ronden.
| Pos | Nr | Rijder                | Constructeur | Rondes | Tijd              | Grid | Punten |
| --- | -- | --------------------- | ------------ | ------ | ----------------- | ---- | ------ |
| 1   | 1  | Jonathan Rea          | Kawasaki     | 8      | 11:09.272         | 1    | 12     |
| 2   | 7  | Chaz Davies           | Ducati       | 8      | +2.533            | 2    | 9      |
| 3   | 66 | Tom Sykes             | BMW          | 8      | +3.641            | 4    | 7      |
| 4   | 54 | Toprak Razgatlıoğlu   | Kawasaki     | 8      | +4.901            | 7    | 6      |
| 5   | 91 | Leon Haslam           | Kawasaki     | 8      | +5.995            | 5    | 5      |
| 6   | 22 | Alex Lowes            | Yamaha       | 8      | +6.207            | 8    | 4      |
| 7   | 76 | Loris Baz             | Yamaha       | 8      | +9.597            | 9    | 3      |
| 8   | 81 | Jordi Torres          | Kawasaki     | 8      | +9.711            | 6    | 2      |
| 9   | 36 | Leandro Mercado       | Kawasaki     | 8      | +13.441           | 12   | 1      |
| 10  | 60 | Michael van der Mark  | Yamaha       | 8      | +13.633           | 15   |        |
| 11  | 11 | Sandro Cortese        | Yamaha       | 8      | +14.658           | 13   |        |
| 12  | 28 | Markus Reiterberger   | BMW          | 8      | +14.865           | 11   |        |
| 13  | 21 | Michael Ruben Rinaldi | Ducati       | 8      | +17.991           | 14   |        |
| 14  | 50 | Eugene Laverty        | Ducati       | 8      | +18.917           | 10   |        |
| 15  | 23 | Ryuichi Kiyonari      | Honda        | 8      | +19.253           | 19   |        |
| 16  | 33 | Marco Melandri        | Yamaha       | 8      | +40.443           | 17   |        |
| DNS | 52 | Alessandro Delbianco  | Honda        | 0      | Ongeluk in race 1 | 18   |        |
| DNS | 95 | J.D. Beach            | Yamaha       | 0      | Ongeluk in race 1 | 16   |        |
| DNS | 19 | Álvaro Bautista       | Ducati       | 0      | Ongeluk in race 1 | 3    |        |

### Race 2
| Pos | Nr | Rijder                | Constructeur | Rondes | Tijd        | Grid | Punten |
| --- | -- | --------------------- | ------------ | ------ | ----------- | ---- | ------ |
| 1   | 7  | Chaz Davies           | Ducati       | 25     | 35:05.513   | 2    | 25     |
| 2   | 1  | Jonathan Rea          | Kawasaki     | 25     | +3.333      | 1    | 20     |
| 3   | 54 | Toprak Razgatlıoğlu   | Kawasaki     | 25     | +11.658     | 4    | 16     |
| 4   | 22 | Alex Lowes            | Yamaha       | 25     | +16.259     | 6    | 13     |
| 5   | 66 | Tom Sykes             | BMW          | 25     | +16.823     | 3    | 11     |
| 6   | 91 | Leon Haslam           | Kawasaki     | 25     | +19.449     | 5    | 10     |
| 7   | 76 | Loris Baz             | Yamaha       | 25     | +23.637     | 7    | 9      |
| 8   | 81 | Jordi Torres          | Kawasaki     | 25     | +24.572     | 8    | 8      |
| 9   | 33 | Marco Melandri        | Yamaha       | 25     | +25.919     | 17   | 7      |
| 10  | 21 | Michael Ruben Rinaldi | Ducati       | 25     | +30.742     | 14   | 6      |
| 11  | 36 | Leandro Mercado       | Kawasaki     | 25     | +32.177     | 9    | 5      |
| 12  | 50 | Eugene Laverty        | Ducati       | 25     | +38.508     | 11   | 4      |
| 13  | 28 | Markus Reiterberger   | BMW          | 25     | +41.862     | 12   | 3      |
| 14  | 11 | Sandro Cortese        | Yamaha       | 25     | +41.989     | 13   | 2      |
| 15  | 23 | Ryuichi Kiyonari      | Honda        | 25     | +55.483     | 18   | 1      |
| 16  | 95 | J.D. Beach            | Yamaha       | 25     | +1:00.385   | 16   |        |
| 17  | 52 | Alessandro Delbianco  | Honda        | 25     | +1:12.973   | 19   |        |
| DNF | 60 | Michael van der Mark  | Yamaha       | 3      | Uitgevallen | 15   |        |
| DNF | 19 | Álvaro Bautista       | Ducati       | 1      | Uitgevallen | 10   |        |

## Tussenstanden na wedstrijd

### Superbike
| Pos | Nr | Rijder               | Team     | Punten |
| --- | -- | -------------------- | -------- | ------ |
| 1   | 1  | Jonathan Rea         | Kawasaki | 433    |
| 2   | 19 | Álvaro Bautista      | Ducati   | 352    |
| 3   | 22 | Alex Lowes           | Yamaha   | 220    |
| 4   | 60 | Michael van der Mark | Yamaha   | 215    |
| 5   | 91 | Leon Haslam          | Kawasaki | 202    |

1995 · 1996 · 1997 · 1998 · 1999 · 2000 · 2001 · 2002 · 2003 · 2004 · 2013 · 2014 · 2015 · 2016 · 2017 · 2018 · 2019